# معدل البقاء

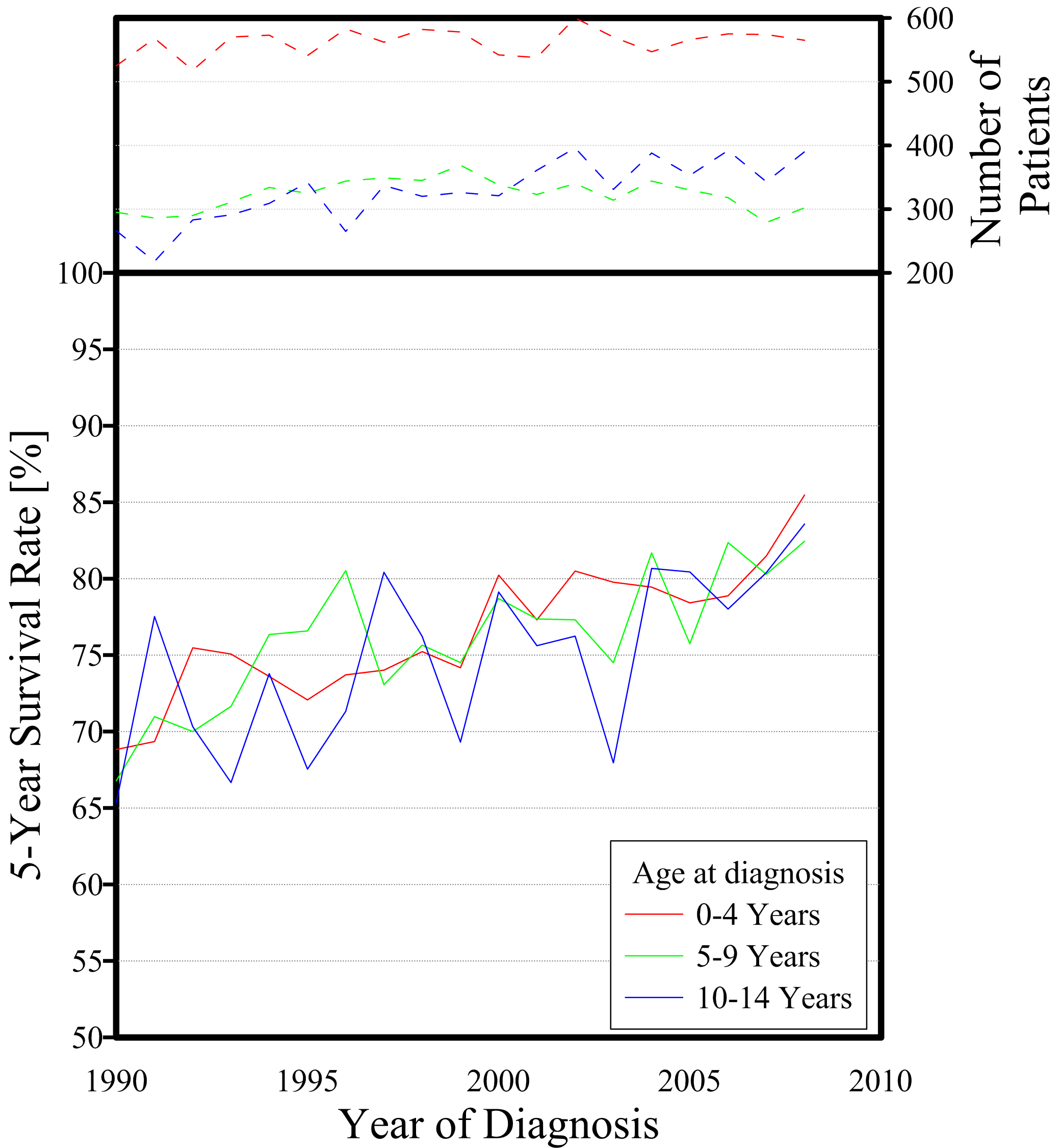
جدول يبين نسبة الوفيات في السنوات الماضية

معدل البقاء (بالإنجليزية: Survival Rate)‏ نسبة الاشخاص الذين بقوا على قيد الحياة لفترة معينة من الزمن بعد تشخيص المرض، ويفيد ذلك في تحديد مآل المرض فمثلا يمكننا تحديد ما إذا كان سرطان ما ذا إنذار حسن أو سيء من خلال معدل البقيا المرتبطة به.